# نورث أمريكان إكس إف-108 رابير
نورث أميريكان إكس إف-108 رابير كانت طائرة اعتراضية مقترحة أمريكية، فائقة السرعة، بعيدة المدى لحماية الولايات المتحدة وكندا من القاذفات السوفيتية الخارقة للصوت.